# Audrey Gibson
Audrey Gibson (nacida el 15 de marzo de 1956) es una congresista estadounidense que representa el 6° Distrito del Senado de Florida, que incluye algunas partes del condado de Duval. Gibson pertenece al partido demócrata.

## Primeros años, educación y carrera profesional
Gibson nació en Jacksonville y asistió a Florida State College at Jacksonville, donde recibió su título de asociado en 1976, y luego a la Universidad Estatal de Florida, donde se graduó con un título en criminología en 1978. Trabajó en relaciones públicas y como enlace legal, eventualmente tomando un trabajo como enlace de la comunidad empresarial para el Centro Job Corps de Jacksonville. En 1999, se postuló para un puesto en el Concejo Municipal de Jacksonville contra Reggie Fullwood, pero perdió ante Fullwood, recibiendo el 48% de los votos frente a su 52%.
La madre de Gibson, Lois Gibson, era una profesora de enfermería en Jacksonville. Se graduó por primera vez de un programa de enfermería en 1949 y, en 1955, comenzó a enseñar en Brewster School of Nursing y en Stanton Vocational High School, ambas escuelas afroamericanas. En 1968, se unió al entonces Florida Junior College como instructora de enfermería, y finalmente ascendió al nivel de directora de enfermería y luego decana de servicios de salud. Murió en 2015.
Mientras tanto, el padre de Gibson también fue un importante educador en Douglas Anderson, una escuela para afroamericanos en el lado sur en ese momento. El hermano de Gibson fue un destacado jugador de fútbol, que jugó para los New England Patriots en el Super Bowl de 1986.
Después de obtener un título en criminología de la Universidad Estatal de Florida, Gibson se mudó a California donde trabajó en la oficina del Fiscal de Distrito del Condado de Orange antes de irse a trabajar para el congresista de Compton. Gibson ahora trabaja como asistente legal en el bufete de abogados de lesiones personales Terrell Hogan.

## Carrera política

### Cámara de representantes de Florida
Cuando la representante estatal E. Denise Lee optó por postularse para un escaño en el Senado de Florida en lugar de buscar la reelección en 2002, Gibson se postuló para sucederla en el distrito 15, que tenía su sede en el centro de Jacksonville en el condado de Duval. Se enfrentó a Mack Freeman, un ex reportero de televisión, y Rahman Johnson, un comisionado del Distrito de Conservación de Agua y Suelo del Condado de Duval, en las primarias demócratas. Gibson hizo campaña para atraer empleos bien remunerados a la región, aumentar el desarrollo de la fuerza laboral y enmendar la fórmula estatal de financiación de la educación para enviar más fondos a las escuelas del área. Terminó derrotando a sus oponentes por un cómodo margen de victoria, ganando el 42% de los votos frente al 30% de Freeman y el 28% de Johnson. Se enfrentó a Adam Norwood, el candidato republicano, en las elecciones generales, a quien derrotó de manera aplastante con el 81% de los votos. Gibson fue reelegida sin oposición en 2004, y en 2006, fue desafiada en las primarias demócratas por Fullwood, quien la había derrotado cuando se postuló para el Concejo Municipal en 1999. El Florida Times-Union apoyó a Gibson para la reelección, elogiándola como "una líder fuerte que merece más tiempo en el cargo", y señaló que "Gibson ha demostrado una capacidad para hacer las cosas sin ser miembro del partido mayoritario". En última instancia, Gibson ganó las primarias, obteniendo el 57% de los votos ante el 43% de Fullwood, y avanzó a las elecciones generales, donde fue reelegida sin oposición. Fue reelegida sin oposición una vez más en 2008 y no pudo buscar otro mandato en 2010 debido a los límites de mandato.

### Senado de Florida
En 2011, cuando el senador estatal Tony Hill renunció a la legislatura para desempeñarse como director de política federal del alcalde de Jacksonville, Alvin Brown, se convocó una elección especial para reemplazarlo en el 1° distrito, que se extendía desde Jacksonville hasta Daytona Beach, incluidas partes del sur del condado de Duval, el oeste del condado de Flagler, el este del condado de Putnam, el condado de St. Johns y el norte del condado de Volusia. Gibson ya se preparaba para postularse para el Senado en 2012, cuando a Hill se le habría impedido buscar otro mandato debido a los límites de mandato, por lo que se presentó para postularse en las elecciones especiales para reemplazarlo. Se enfrentó al ex representante estatal Terry L. Fields, Ramon Day y Leandrew Mills en las primarias demócratas, y durante la campaña, un grupo que apoyaba a Gibson atacó a Fields por tener una exención de impuestos a la propiedad. Durante la campaña, Gibson recibió el respaldo del Florida Times-Union, que la elogió por su experiencia, energía, sabiduría y "capacidad para trabajar en el pasillo para construir alianzas", destacando específicamente su defensa del transporte y el desarrollo económico. Gibson terminó derrotando a sus oponentes por un amplio margen, recibiendo el 62% de los votos contra el 32% de Fields, el 3% de Day y el 3% de Mills. No se enfrentó a un oponente en las elecciones generales y ganó sin oposición.

### Comités
Gibson ha servido en los siguientes comités:

#### 2017
- Apropiaciones
- Comercio y Turismo
- Poder judicial
- Presidente de Asuntos Militares y de Veteranos, Espacio y Seguridad Doméstica
- Industrias reguladas
- Auditoría legislativa conjunta

#### 2019-2020
- Comisión Conjunta de Presupuesto Legislativo
- Comité de Asignaciones del Senado
- Comité Judicial del Senado
- Comité de Reglas del Senado, Vicepresidente
- Comité de Innovación, Industria y Tecnología

#### 2021-2022
- Comité de Reglas del Senado
- Comité de Asignaciones del Senado
- Comisión Conjunta de Presupuesto Legislativo
- Comité Judicial del Senado, Vicepresidente
- Asuntos militares y de veteranos, espacio y seguridad doméstica

## Vida personal
Gibson está divorciada y tiene 2 hijos y 1 hija. Pertenece a la iglesia episcopal metodista africana y algunos de sus pasatiempos son: eventos deportivos, fútbol, baloncesto, carreras de Fórmula 1, carreras de NASCAR, paseos a caballo, música y teatro.